# Rhinotus trichocephalus
Rhinotus trichocephalus är en mångfotingart som beskrevs av Carl 1912. Rhinotus trichocephalus ingår i släktet Rhinotus och familjen Siphonotidae. Inga underarter finns listade i Catalogue of Life.